# Laurent Bruneteau
Pour les articles homonymes, voir Bruneteau.
Laurent Bruneteau, né le 10 décembre 1967 à Boulogne-Billancourt, est présentateur hippique à la télévision et sur hippodrome.

## Biographie

### Environnement familial
Sa passion pour les courses hippiques est un héritage familial, il est petit fils de journaliste hippique et fils d’entraineur de chevaux de course. Il a toujours eu la vocation de présentateur selon son aveu  à 20 minutes.

### Carrière professionnelle
Depuis 1998,il anime l'hippodrome de Vincennes dont le Prix d’Amérique et le championnat du monde de trot attelé.
Sa fonction de speaker à l'hippodrome de Vincennes et également exercée ponctuellement  à l'hippodrome de Longchamp.
En 1999, Il entre à la télévision sur la chaîne nouvellement créée Equidia où Il anime l'émission Jour de courses et d'autres émissions ponctuelles.
En 2022, il joue son propre rôle dans le film Tempête.
Il collabore avec Zeturf depuis 2023, pour donner ses pronostics quotidiens du Quinté sur YouTube. 